# Dokapon Journey
Dokapon Journey (ドカポンジャーニー! 〜なかよくケンカしてっ♪〜, Dokapon Jānī! 〜Nakayoku Kenka Shite♪〜) est un jeu vidéo de type RPG et party game développé par Suzak et sorti en 2008 sur Nintendo DS.

## Accueil
- Famitsu : 27/40[1]
- GameSpot : 7/10[2]